# Francisco Dávila
Francisco Dávila (Santo Domingo de Silos, España 1488 - Santo Domingo, República Dominicana 22 de diciembre de 1554) fue Oidor, Tesorero Real, Regidor Perpetuo y Capitán durante su estancia en la isla de La Española.
Fundó el 20 de octubre de 1520 Hato Mayor del Rey como una porción de tierra que se dedicaba a la ganadería y la agricultura. El 23 de agosto de 1554 funda el Mayorazgo de Dávila en la ciudad de Santo Domingo, en la persona de su sobrino Gaspar Dávila.

## Vida
Nació en Santo Domingo de Silos (Burgos), en el año 1488. Tenía cuatro hermanos: Sebastián; Ana, mujer de Hernando de Berlanga y madre de Gaspar Dávila; María, natural de Gumiel de Izán, Aranda de Duero, provincia Burgos; y Aldonza, esposa de Juan de España y madre de Francisco de España. Casó con Beatriz del Arroyo. Fueron sus hijos: Pedro, en quien instituyó Carlos V el Mayorazgo, falleciendo antes de instituirse; Aldonza, de igual nombre que su tía paterna; y Francisca Dávila, casada con Juan de Monroy. Francisco arribó en la isla de Santo Domingo en el año 1509. Dávila contaba con unos 22 años de edad.
La dinamización de la economía tuvo los primeros frutos para Francisco Dávila, pues instaló tejares desde que pisara suelo en 1509, surtiendo a las construcciones de muchos edificios y muros en el área de la ciudad intramuros. En su estancia en isla, asumió las tierras que poseía el Rey Carlos V. Fue uno de los hombres más ricos encomenderos del mundo y luego propietario de tierras dedicadas a la ganadería, quien tuvo destacada relevancia en la colonia de Santo Domingo. Una buena parte de dichas tierras se encontraba en el Este del país. En su vida se desempeñó esclavizando a los indios. Su gran riqueza facilitó a Dávila el dedicarse a prestamista, siendo deudores muchos funcionarios y hasta nobles.
De los primeros repartos de indios, don Francisco Dávila aparece como beneficiario de "naborías", los cuales, aunque se decía que no lo eran, en si recibían un trato esclavista en las relaciones de producción y servicio.
Llegó a tener los cargos de Oidor de la Real Audiencia de Santo Domingo en 1538, Tesorero Real en 1547 por varios años, y por ende el poseedor de una de las tres llaves necesarias para abrir la Caja Real; las dos restantes estaban en manos del Gobernador y del Factor de la Isla. Fue además Regidor Perpetuo y Capitán de la muy noble y leal ciudad de Santo Domingo, de la isla Española, de las Indias del Mar Océano. Francisco construyó su residencia en la calle Las Damas, frente al Convento de los Jesuitas, los que hoy en día es el Panteón Nacional, la que correspondió a una de las mejores edificaciones de la época y a la que hizo edificar contiguo a ella a fines del siglo XVI su capilla particular, conocida como de los Dávila o de los Remedios. Por el Norte de las tierras de Hato Mayor del Rey, en los terrenos de El Valle de Hicagua, en Sabana de la Mar, Francisco proyectaba instalar un ingenio de azúcar, pero esto no se llevó a concretar.

## Fundador y luchas armadas
El 20 de octubre de 1520 fundó Hato Mayor del Rey, como una porción de tierra que se dedicaba a la ganadería y la agricultura. Los primeros pobladores de Hato Mayor fueron negros esclavos traídos del continente africano por Francisco. En 1540 informa al Rey Carlos V poseer "Dos cientos e cinquenta negros machos e hembras que oy día tengo e poseo, ansí en las dichas haciendas, como en casa, todos errados de mi nombre en la cara, con todo el multiplico que multiplicare de aquí adelante".
El 26 de diciembre de 1522 se produjo el primer alzamiento de esclavos negros en América, cuando unos 40 miembros de la tribu de los Gelofes incendiaron el ingenio de Diego Colón y doña María de Toledo llamado La Nueva Isabela, situado a orillas del río Nizao y en un hato de Melchor de Castro, dieron muerte a 12 españoles. Francisco Dávila logró descubrir el hecho, por lo que la fuga no fue total y persiguió a los escapados, hasta someterlos.
Desde 1519 a 1533 se produjo la primera sublevación indígena del Nuevo Mundo a cargo de Enriquillo. Don Francisco Dávila intervino con una comisión azuana compuesta de 30 hombres a caballo y 50 a pie en contra de él en la Sierra de Bahoruco. Él se atribuye el haber cooperado durante el periodo con el sometimiento de las tropas españolas que persiguieron al cacique.

## Mayorazgo de Dávila
Instituyó el Mayorazgo de Dávila el 14 de diciembre del año 1541, fundando el Mayorazgo de Dávila en la ciudad de Santo Domingo el día 23 de agosto del año 1554, con la facultad real en derecho necesaria, a favor de su sobrino Gaspar Dávila, ya que este por no haber contraído matrimonio, decidió testar el Mayorazgo a favor de Gaspar Dávila, desheredando así a sus hijos naturales, ante el escribano de su majestad Diego de Herrera.
El 22 de agosto de 1554 decide hacer su testamento. El mismo establece las bases mediante las cuales habrá de administrarse los bienes del Mayorazgo de Dávila. Precisa que su sobrino Gaspar Dávila sea el primero en heredarlo. Prohíbe que pase a manos de mujer, siempre y cuando existan consanguíneos suyos hasta el tercer grado; pero tendrá que ser muy virtuosa si llegara a tenerlo, o de lo contrario será pasado a la Iglesia católica para obras de caridad y de edificaciones eclesiásticas. Manda que el diez por ciento del oro de Cotuí sea para su iglesia de la infancia dedicada al culto de Nuestra Señora de las Viñas, cerca de la villa de Aranda de Duero, España. Exige que su cuerpo descanse en la Capilla de los Remedios o Dávila, definiendo los ceremoniales, los componentes y los invitados a su funeral. Destina contribuciones a iglesias y a conventos de la ciudad colonial; entre otros tantos deseos. El 6 de octubre de 1554 fue modificado el Testamento que don Francisco efectuara, lo que a decir de algunos parientes sucedió en estado de locura.

## Muerte
Murió en la ciudad de Santo Domingo el 22 de diciembre de 1554, siendo sepultado en la Capilla de los Remedios.